# Ruta Nacional A023 (Argentina)
La Ruta Nacional A023 es una carretera argentina, que se encuentra en el norte de la provincia de Buenos Aires. Desde el empalme con la Ruta Nacional 9 en el km 153 en Río Tala hasta el puerto de la ciudad de San Pedro, recorre 13 km asfaltados.
En algunos mapas interactivos como Google Maps, puede figurar erróneamente como Ruta Provincial 1001.

## Localidades
Las ciudades y pueblos por los que pasa esta ruta de sudeste a noroeste son los siguientes (los pueblos con menos de 5000 habitantes figuran en itálica).

### Provincia de Buenos Aires
Recorrido: 13 km (kilómetro 0 a 13).
- Partido de San Pedro: Río Tala (km 1) y San Pedro (km 12).

- Datos: Q6114220